# NGC 351
NGC 351 est une galaxie lenticulaire barrée et entourée d'un anneau. Elle est située dans la constellation de la Baleine. NGC 351 a été découverte par l'astronome américain Lewis Swift en 1885.

## Caractéristiques
Sa vitesse par rapport au fond diffus cosmologique est de 3 834 ± 26 km/s, ce qui correspond à une distance de Hubble de 56,6 ± 4,0 Mpc (∼185 millions d'al).